# 스즈미야 하루히의 직렬
《스즈미야 하루히의 직렬》(涼宮ハルヒの直列 스즈미야 하루히노 조쿠레쓰[*])은 《스즈미야 하루히 시리즈》를 소재로 한 어드벤처 게임이다. 세가를 통해 2009년 5월 28일 발매.

## 개요
스즈미야 하루히 시리즈 통산 5번째 게임 작품. 하루히 시리즈 최초의 DS용 소프트. 당초 2009년 3월 28일 Wii용 소프트 스즈미야 하루히의 병렬과 동시발매 예정이었으나 연기 되었음.
동시 발매 예정이었으나, 타이틀명의 관련성, 공통의 BGM, 토픽이라고 하는 공통요소등, 병렬과 밀접한 관계가 있어, 처음의 모노로그에는 병렬의 오리지널 캐릭터인 '미스마루 미코토'의 이름이 나온다.

## 줄거리
여름방학의 어느날, 콘의 휴대전화에 어떤 소문이 흘러들어온다. 학교서 괴기현상이 일어나고 있다는 것.
당연 그것을 하루히가 흘려들을리가 없고, SOS단 단원은 학교서 묵으며 괴기현상을 조사하게 되는데..
여름방학의 학교를 무대로, 계속해서 일어나는 괴기현상을 상대로 SOS단이 분투한다. 힌트는 학교의 7개 불가사의 괴담.
EPISODE：1　사람을 먹는 교실
EPISODE：2　미완의 소나타
EPISODE：3　한여름의 졸업식
EPISODE：4　Big Mum Flower (국화)
EPISODE：5　누구도 자서는 안된다

## 등장인물
스즈미야 하루히 (涼宮ハルヒ)
성우 : 히라노 아야
나가토 유키 (長門有希)
성우 : 치하라 미노리
아사히나 미쿠루 (朝比奈みくる)
성우 : 고토 유코
쿈 (キョン)
성우 : 스기타 토모카즈
코이즈미 이츠키 (古泉一樹)
성우 : 오노 다이스케
츠루야씨 (鶴屋さん)
성우 : 마츠오카 유키
타니구치 (谷口)
성우 : 시라이시 미노루
쿠니키다 (国木田)
성우 : 마츠모토 메구미
쿈의 여동생 (キョンの妹)
성우 : 아오키 사야카
컴퓨터 연구부 부장 (コンピュータ研究部長)
성우: 코부시 노부유키
수수께끼의 소녀(謎の少女) - 게임 오리지널 캐릭터
성우: 고시미즈 아미

## 음악
모두 본작 오리지널 신곡.
왜냐하면 지구가 돌기 때문에 (だって地球が回るから)
노래 : 히라노 아야, 치하라 미노리, 고토 유코
Wonder trip
노래 : 히라노 아야, 치하라 미노리, 고토 유코

## 한정판
한정판 '초 SOS단 단원 컬렉션'에는 아래와 같은 특전이 포함된다.
- 이토 노이지 신작 특제 패키지
- 스즈미야 하루히의 우울 쵸로Q 마츠다·RX-7
- SOS단 DS Lite용 파우치
- SOS단 DS 소프트용 슬리브&케이스
- SOS단 DS Lite용 가이드 커버
- 캐릭터 스티커

## 미니보컬앨범
본 게임과 스즈미야 하루히의 병렬을 위해 새로 제작된 오리지널 4곡이 수록된 미니보컬앨범이 란티스에 의해 2009년 3월 25일 발매되었다.
노래 : 히라노 아야, 치하라 미노리, 고토 유코